# Cantone di Vauvillers
Il Cantone di Vauvillers era una divisione amministrativa dell'arrondissement di Lure.
A seguito della riforma approvata con decreto del 17 febbraio 2014, che ha avuto attuazione dopo le elezioni dipartimentali del 2015, è stato soppresso.

## Composizione
Comprendeva i comuni di:
- Alaincourt
- Ambiévillers
- Anjeux
- Bassigney
- Betoncourt-Saint-Pancras
- Bouligney
- Bourguignon-lès-Conflans
- Cubry-lès-Faverney
- Cuve
- Dampierre-lès-Conflans
- Dampvalley-Saint-Pancras
- Fontenois-la-Ville
- Girefontaine
- Hurecourt
- Jasney
- Mailleroncourt-Saint-Pancras
- Melincourt
- Montdoré
- La Pisseure
- Plainemont
- Pont-du-Bois
- Selles
- Vauvillers